# イブラーヒーム・ハーン・ガールディー

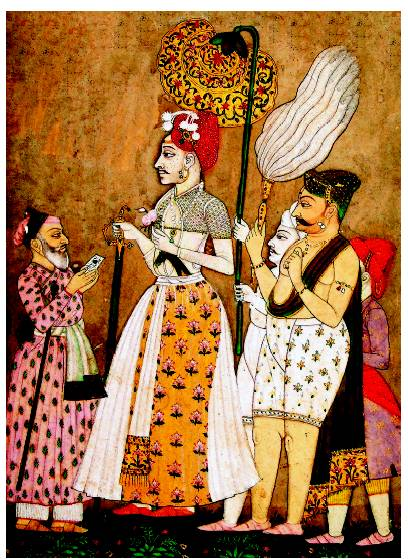
イブラーヒーム・ハーン・ガールディー（左）とバーラージー・バージー・ラーオ（中央）

イブラーヒーム・ハーン・ガールディー（マラーティー語：इब्राहीम खान गारदी, Ibrāhīm Khān Gāradī, 生年不明 - 1761年1月14日以降）は、インドのデカン地方、マラーター王国のムスリム武将。

## 生涯
イブラーヒーム・ハーンは当初、ニザーム王国に仕えていた。のち、マラーター王国の宰相府に仕えるようになった。
1761年1月14日、イブラーヒーム・ハーンは1万の軍勢を率いて、第三次パーニーパットの戦いでアフガン勢力ドゥッラーニー朝と戦った。彼は騎兵、歩兵、弓兵、砲兵を指揮していたが、さらにマスケット銃の部隊も存在していた。
だが、この戦いはサダーシヴ・ラーオ・バーウやヴィシュヴァース・ラーオが死亡するなどマラーターの大敗に終わり、イブラーヒーム・ハーンは敗走中にとらえられた。その後、アフガン軍のナジーブ・ハーンによって、ムスリムであるにもかかわらずヒンドゥーに仕えたとして拷問され、殺害されたと伝えられている。
なお、イブラーヒーム・ハーンの一族はその死後も王国に仕え、1818年に宰相が廃されるまで仕えている。